# 当別ダム
当別ダム（とうべつダム）は、北海道石狩郡当別町、一級河川・石狩川水系当別川に建設されたダムである。
北海道札幌土木現業所が施工した道営ダム。国庫の補助を受けて建設された補助多目的ダムで、北海道が管理する多目的ダムとしては屈指の規模の人造湖が誕生した。当別川・石狩川の治水目的及び札幌市・小樽市・石狩市・当別町の水道水源として建設された。型式は日本で開発された台形CSGダムを採用、堤高は52.7メートルである。2012年（平成24年）10月に完成した。

## 沿革

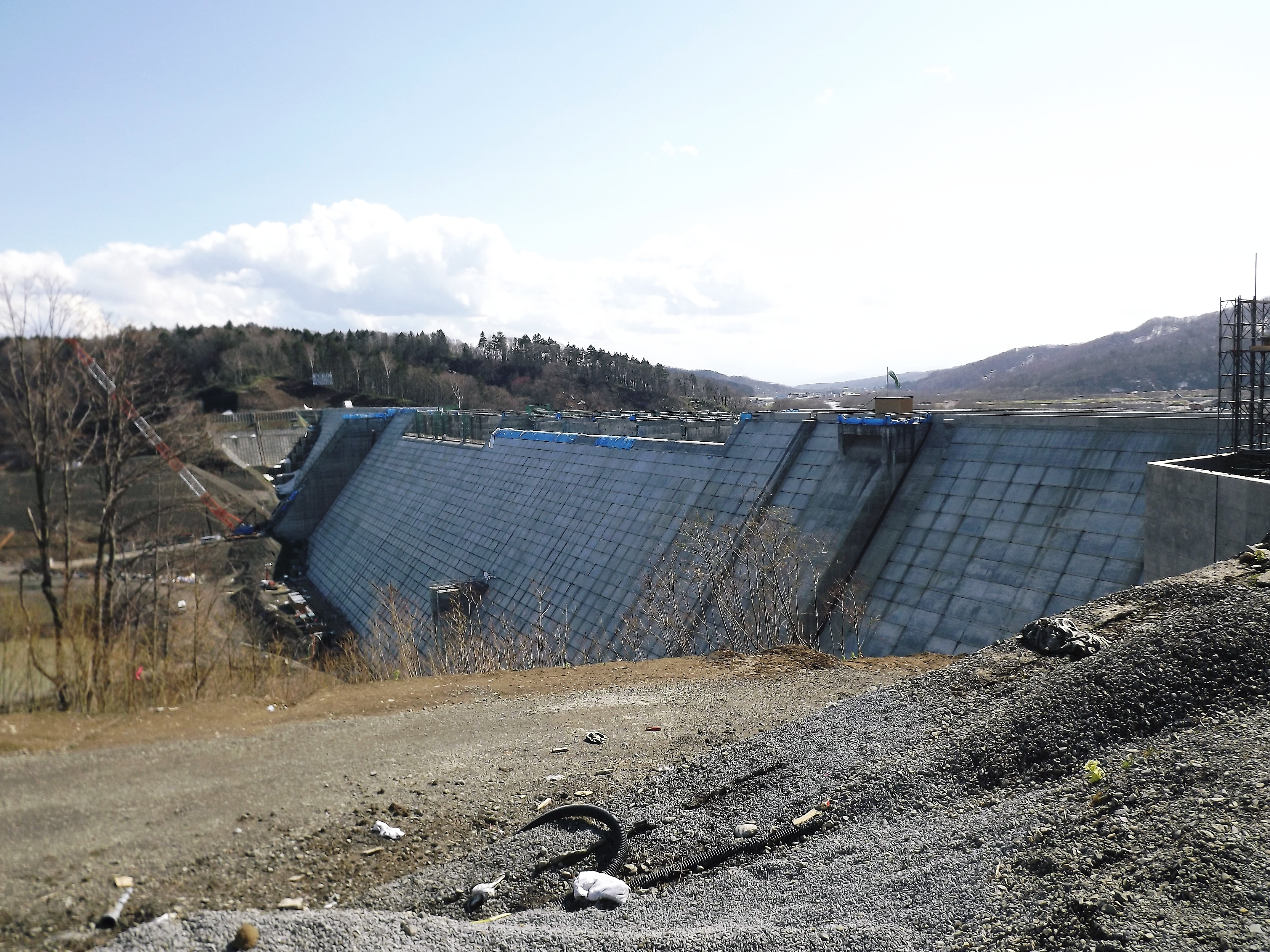
上流部から見た当別ダム本体

当別川には1962年（昭和37年）、農林省（現・北海道開発局農業水産部）によって上流の当別町青山奥三番川に、先に青山ダム（35.5メートル。アースダム）が建設されていた。だが、治水に関しては整備が立ち遅れており、洪水による被害を受けていた。また、札幌市や小樽市の人口増加に伴う水需要の増大に対応するため、1980年（昭和55年）北海道によって計画された。
当初型式は重力式コンクリートダムとして計画されていたが、コスト縮減のために台形CSGダムに変更になった。台形CSGダムとは日本で開発されたダム型式で、セメントで固めた砂礫を台形に固めて建設する方式のダムである。一見重力式コンクリートダムに似ているが、骨材の優劣に関係なく材料を使用できるため材料の合理化を図ることが可能となる。このためコストを縮減し経済性に優れ、さらに強度もダム建設で満足できる安全性を保てることから近年注目されている工法である。
北海道で台形CSGダムを採用しているダムは、当別ダムの他に、サンルダム、厚幌ダム、三笠ぽんべつダムがある。
2021年8月「北海道技術コンサルタント」が当別ダムの施設命名権を取得し、愛称を「亜麻のふるさと当別ダム」と名付けた。

## 当別ふくろう湖
当別ダムのダム湖（通称・当別ふくろう湖）周辺はモミジやイタヤカエデなどの紅葉の名所として知られている。

## 建設を巡る論争

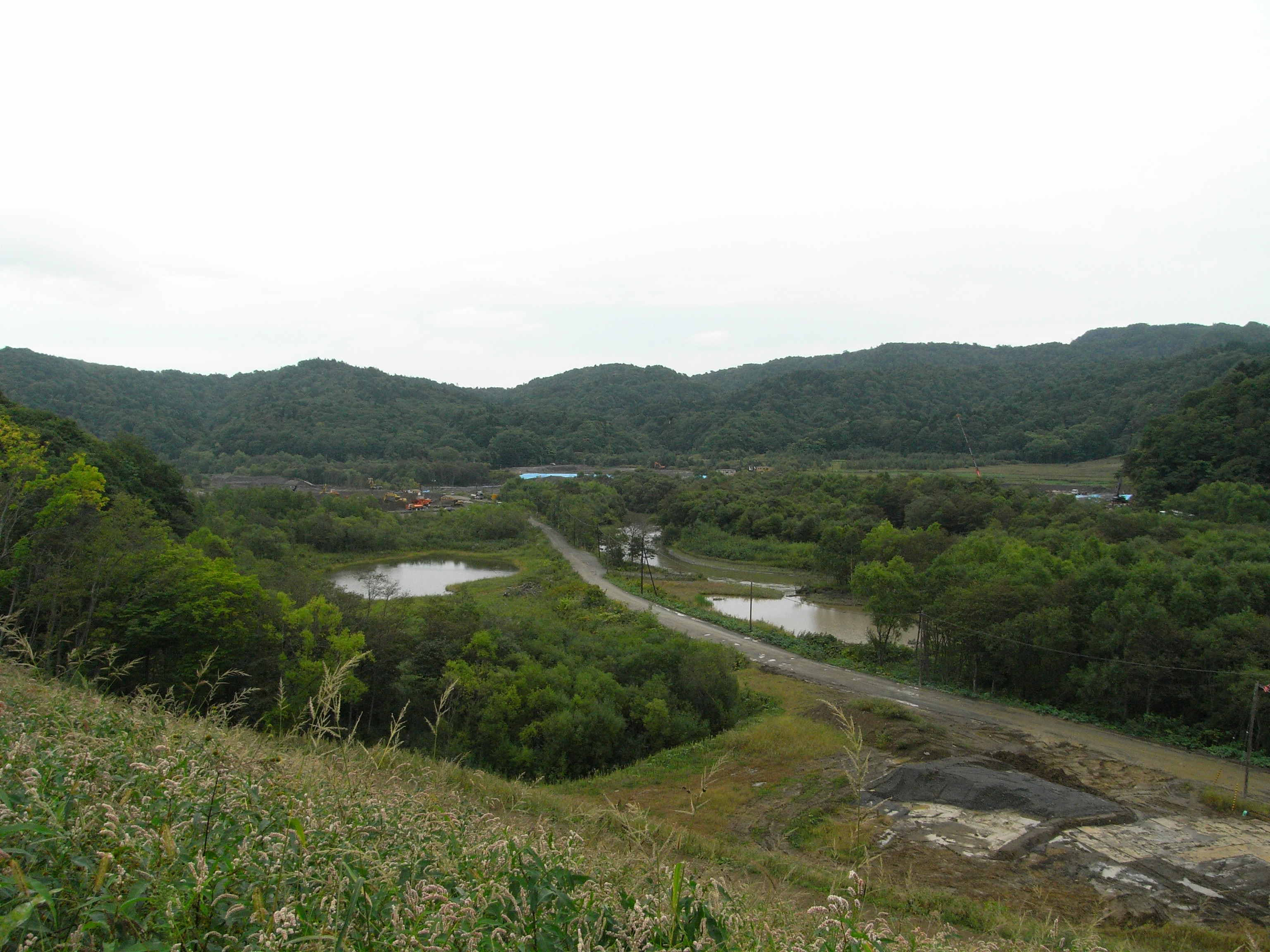
本体工事着手前の当別ダムサイト（2007年9月）

当別川及び石狩川下流部の洪水調節、当別川流域農地への慣行水利権分の用水補給・当別川の流量一定化による生態系保護を図る不特定利水、札幌市・小樽市・石狩市への上水道供給を目的として2012年完成予定であるが、計画当時から反対運動が強く補償交渉が長期化した。特に水没農地面積が350ヘクタールに及ぶことから1997年（平成9年）に水源地域対策特別措置法の「法9条指定ダム」に認定され補償のための国庫補助額が増額された。この結果現在は交渉も妥結し住民は全て退去したが、公共事業再検討の風潮が高まり当別ダムも事業の再検討を迫られた。この中で建設費縮減を図るためにダムの規模縮小が図られ、その一環として台形CSGダムへの形式変更となったのである。
ダムに反対する市民団体は建設差し止めの署名活動を行ったが、建設費を分担する下流受益地の札幌市がダムの必要性を訴え、小樽市も水道供給量を減らしたもののダムは必要であるとの認識を示した。2005年（平成17年）、北海道の諮問機関である「北海道公共事業評価委員会」は当別ダムについて長い間行われた建設可否の議論をまとめ、堤高3メートル抑制と台形CSGダムへの型式変更といった規模縮小・建設費節減の努力を評価してダム建設は妥当であるとの結論を出した。これを受け北海道は凍結状態であったダム建設を継続させると表明し、2012年10月に完成した。